# Каракаш, Айше Ышил
Айше Каракаш (8 декабря 1958, Стамбул — 24 января 2024) — турецкий юрист, судья ЕСПЧ от Турции.

## Биография
Родилась 8 декабря 1958 года в Стамбуле. В 1983 году окончила Стамбульский университет. В 1984—1993 годах работала там же. В 1986 году получила степень магистра в области права в Стамбульском университете, а также степень магистра в области права Европейского союза в университете Нанси II. В 1990 году окончила юридический факультет университета Мармара, в том же году была принята в Стамбульскую адвокатскую палату. В 1992 году получила степень доктора философии в Стамбульском университете.
В 1993—1999 годах преподавала на факультете политологии Стамбульского университета. В 1999—2003 годах преподавала на юридическом факультете Галатасарайского университета.
С 1 мая 2008 года занимала должность судьи ЕСПЧ от Турции.

## Взгляды
Выступала за ношение хиджаба в турецких университетах. Принимала участие в конференциях, организованных фондом «Abant Platformu», который связан с движением Гюлена. Сторонница партии справедливости и развития, поддерживает их инициативу по отмене запрета на ношение хиджаба в университетах.